# Geoffrey Jameson
Geoffrey Acton Jameson (ur. 18 sierpnia 1928 w Temora, zm. 8 listopada 2017) – australijski zapaśnik walczący w stylu wolnym. Dwukrotny olimpijczyk. Zajął jedenaste miejsce w Melbourne 1956 i szesnaste w Rzymie 1960. Walczył w kategorii do 57 kg.
Złoty medalista igrzysk Imperium Brytyjskiego i Wspólnoty Brytyjskiej w 1954 i srebrny w 1958 roku.

## Letnie Igrzyska Olimpijskie 1956
| Konkurencja      | Rundy eliminacyjne | Rundy eliminacyjne             | Klas. końcowa |
| Konkurencja      | Przeciwnik I       | Przeciwnik II                  | Miejsce       |
| ---------------- | ------------------ | ------------------------------ | ------------- |
| 57 kg styl wolny | Din Zahur (PAK) P  | Mohamed Mehdi Yaghoubi (IRI) P | 11.           |

## Letnie Igrzyska Olimpijskie 1960
| Konkurencja      | Rundy eliminacyjne   | Rundy eliminacyjne          | Klas. końcowa |
| Konkurencja      | Przeciwnik I         | Przeciwnik II               | Miejsce       |
| ---------------- | -------------------- | --------------------------- | ------------- |
| 57 kg styl wolny | Neżdet Zalew (BUL) P | Tadeusz Trojanowski (POL) P | 16.           |